# 樽峠トンネル
樽峠トンネル（たるとうげトンネル）は、静岡県静岡市清水区と山梨県南巨摩郡南部町を結ぶ中部横断自動車道のトンネルである。
新清水JCT - 富沢IC間に位置する。

## 概要
静岡・山梨県境にある樽峠（たるとうげ、標高 724 m）の直下を貫通する形で建設が進められた。入口付近には信号機がある。
トンネル内では、ハイウェイラジオが放送されている。
総延長は4,999 mで、この長さは以下のようなものである。
- 中部横断自動車道のトンネル（未着工除く）で最長（2位は醍醐山トンネルの2,409 m）
- 静岡県の全トンネル道路（他県に跨ぐものを含む）で最長（2位は新東名高速道路粟ヶ岳トンネル下り線の4,662 m。なお、鉄道を含めた場合東海道新幹線新丹那トンネルの7,959 m）
- 山梨県内を通る高速自動車国道の中で最長（2位は中央自動車道笹子トンネル上り線の4,784 m）
- 山梨県の全トンネル道路（他県に跨ぐものを含む）で2番目の長さ（最長は西関東連絡道路（雁坂トンネル有料道路）の雁坂トンネルで6,625 m）

また箕面トンネル（新名神高速道路・大阪府）の上り線トンネル（全長4,997 m）を上回り、危険物積載車両の通行制限がない日本の道路トンネルとしては最長となった。
2019年（平成31年）3月10日に本トンネルを含む新清水JCT - 富沢IC間の開通に伴い供用が開始された。

## 隣
E52 中部横断自動車道
(9) 新清水JCT - 樽峠TN- (1) 富沢IC